# Coma (gruppo musicale)
I Coma sono stati un gruppo musicale rock polacco, formatosi a Łódź nel 1998.

## Formazione
- Rafał Matuszak - basso
- Dominik Witczak - chitarra
- Marcin Kobza - chitarra
- Adam Marszałkowski - batteria
- Piotr Rogucki - voce

### Ex componenti
- Wojciech Gręda - chitarra (1998–2001)
- Tomasz Stasiak - batteria (1998–2008)

## Discografia

### Album studio
- 2004 - Pierwsze wyjście z mroku
- 2006 - Zaprzepaszczone siły wielkiej armii świętych znaków
- 2008 - Hipertrofia
- 2010 - Excess
- 2011 - Czerwony album
- 2013 - Don't Set Your Dogs on Me
- 2017 - Metal Ballads vol. 1
- 2019 - Sen o 7 szklankach

### Live
- 2010 - Live
- 2010 - Symfonicznie
- 2015 - Przystanek Woodstock 2014

### Singoli
- 2000 - Skaczemy/Pasażer
- 2004 - Leszek Żukowski
- 2004 - Spadam
- 2006 - Daleka droga do domu
- 2006 - System
- 2006 - Tonacja
- 2008 - Zero osiem wojna
- 2009 - Wola istnienia
- 2009 - Transfuzja
- 2010 - F.T.M.O.
- 2011 - Na Pół
- 2011 - Los cebula i krokodyle łzy
- 2013 - Song 4 Boys
- 2016 - Lipiec
- 2017 - Lajki
- 2018 - Proste decyzje
- 2018 - Odwołane
- 2019 - Fantazja
- 2019 - Wędrówka